# Кривой Порог
Криво́й Поро́г (карел. Viäräkoški) — посёлок (с 1988 по 1991 годы — рабочий посёлок), административный центр Кривопорожского сельского поселения Кемского района Республики Карелия.

## Общие сведения
Посёлок расположен на реке Кемь, в 30 км к западу по автодороге от автотрассы «Кола».
Сохраняется братская могила советских воинов, погибших в годы Советско-финской войны (1941—1944). В могиле захоронено 9 советских воинов. На могиле установлена скульптура воина.

## Население
| 1989 | 2002  | 2009  | 2010 | 2013 |
| ---- | ----- | ----- | ---- | ---- |
| 1293 | ↘1140 | ↘1004 | ↘893 | ↘793 |

## Улицы
- ул. Белопорожская
- ул. Индустриальная
- ул. Кольцевая
- ул. Лесная
- ул. Подужемская
- ул. Путкинская
- ул. Солнечная
- ул. Юшкозерская